# Casa al carrer Sant Ignasi, 22 (Igualada)
La Casa al carrer Sant Ignasi, 22 és una obra noucentista d'Igualada (Anoia) inclosa a l'Inventari del Patrimoni Arquitectònic de Catalunya.

## Descripció
Casa de clar regust classicista on destaca per sobre de tot el pis superior on se centra tota la decoració de la façana feta en relleus de pedra amb temes vegetals i florals, que ocupa les motllures de les finestres d'arc de mig punt. Com a culminació de tot el conjunt s'inclou a l'acabament un frontó circular amb una recargada decoració amb relleu de pedra amb temes de caràcter vegetal i floral que ocupa el cos central de la construcció.